# Gökay Iravul
Gökay Iravul (Denizli, 18 ottobre 1992) è un calciatore turco, centrocampista del Kütahyaspor.

## Carriera

### Club
Nella stagione 2010-2011 ha giocato 11 partite di campionato con il Fenerbahçe.

### Nazionale
Conta molte presenze con tutte le rappresentative giovanili turche.

## Palmarès
- Campionato turco: 1

Fenerbahçe: 2010-2011
- Coppa di Turchia: 1

Fenerbahçe: 2011-2012